# Motor Hennigsdorf
Der SV Motor Hennigsdorf e. V. ist ein Sportverein aus Hennigsdorf im Landkreis Oberhavel im Land Brandenburg.

## Geschichte
Motor Hennigsdorf wurde 1948 als ZSG Hennigsdorf gegründet. 1950 wurde der Verein zunächst in LEW Hennigsdorf, später in BSG Motor Hennigsdorf umbenannt. Trägerbetrieb war die LEW Hennigsdorf. Der Verein hat etwa 540 Mitglieder in folgenden Sektionen:
- Faustball
- Handball
- Tischtennis
- Kegeln
- Volleyball

Die größte Sektion ist Handball mit rund 100 Mitgliedern.

## Kegeln
Sportler der Abteilung Kegeln errang mehrere DDR-Meistertitel im Bohlekegeln. DDR-Meister bei den Herren wurden 1958 Willy Neumann, 1962 N. Friese und 1968 B. Holzhüter. 1965 gewann die Herrenmannschaft den Titel. Bei den Damen wurde Falkowski 1983 DDR-Meisterin. 1966, 1984 und 1990 gewannen die Damen den Mannschaftstitel. Weitere Medaillen kamen hinzu.
1993 schlossen sich die ebenfalls erfolgreichen Kegler von Stahl Hennigsdorf dem Verein an. Im Jahr darauf schafften die Herren den Sprung in die 2. Bundesliga. 1997 wurde Motor Meister der Staffel Ost und stieg in die 1. Bundesliga auf, allerdings im folgenden Jahr sofort wieder ab. Motor schaffte 1999 den sofortigen Wiederaufstieg und so spielt die 1. Herrenmannschaft ab der Saison 1999/2000 wieder in der deutschen Eliteliga. Dort erreichte sie 2000 den Bronzerang und 2001 einen guten 5. Platz. Mit dem Weggang fast aller Leistungsträger musste das Team danach neu aufgebaut werden und spielt nach dem Abstieg in der 2. Bundesliga.
Bei den Damen spielt ein Team in der brandenburgischen Landesliga und wurde in den Jahren 1994, 1996, 2000, 2001, 2003 sowie 2005 bis 2007 Landesmeister. In den Relegationsspielen zur Bundesliga konnte sich Motor jedoch nie durchsetzen.

## Fußball

Historisches Logo von Motor Hennigsdorf

Bis 1998 bestand eine Sektion Fußball, die erstmals 1953 in die DDR-Liga aufstieg. Diese erwies sich zum damaligen Zeitpunkt noch als eine Nummer zu groß. Als Tabellenletzter mussten die Brandenburger mit Einheit Pankow die Liga wieder verlassen. 1956 gelang Motor Hennigsdorf vor Stahl Brandenburg der Aufstieg in die II. DDR-Liga. Der damaligen dritthöchsten Spielklasse der DDR gehörte Motor bis zu deren Auflösung im Jahr 1963 an.
Von Mitte der 1960er bis Anfang der 1980er Jahre schaffte Motor Hennigsdorf mehrfach den Aufstieg in die Liga, konnte sich aber nie längerfristig behaupten. Analog zum Lokalrivalen Stahl verschwand auch Motor Hennigsdorf nach der Wende aus dem höherklassigen Fußball. 1994 gelang der Aufstieg in die Verbandsliga Brandenburg. 1998 verließ die Fußballsektion den Verein und gründete mit den Fußballern von Stahl Hennigsdorf den FC 98 Hennigsdorf, der bis 2015 in der sechstklassigen Brandenburg-Liga spielte. Der Landesligaplatz von Stahl Hennigsdorf wurde durch die zweite Mannschaft des FC 98 Hennigsdorf besetzt.

### Statistik
- Teilnahme DDR-Liga: 1953/54, 1965/66 bis 1968/69, 1972/73, 1977/78, 1979/80 bis 1981/82
- Teilnahme II. DDR-Liga: 1957 bis 1962/63
- Ewige Tabelle der DDR-Liga: Rang 65